# Astronesthes tchuvasovi
Astronesthes tchuvasovi es una especie de pez de la familia Stomiidae en el orden de los Stomiiformes.

## Hábitat
Es un pez de mar y de aguas  tropicales.

## Distribución geográfica
Se encuentra al sur del Mar Arábigo, el Mar de Flores, el Mar de Banda y el Pacífico oriental  ecuatorial.